# ハッツフェルト (エーダー)
ハッツフェルト (エーダー) (ドイツ語: Hatzfeld (Eder), ドイツ語発音: [ˈhat͜sfɛlt] ( 音声ファイル)) は、ドイツ連邦共和国ヘッセン州ヴァルデック＝フランケンベルク郡に属す市である。

## 地理

### 位置
ハッツフェルトは、ヘッセン州の西部、マールブルクの北西、ザックプファイフェ山の北に当たるエーダー川の谷に位置している。

### 隣接する市町村
ハッツフェルトは北と東はバッテンベルク（ヴァルデック＝フランケンベルク郡）、南はビーデンコプフ（マールブルク＝ビーデンコプフ郡）、西はバート・ベルレブルク（ノルトライン＝ヴェストファーレン州ジーゲン＝ヴィトゲンシュタイン郡）と境を接する。

### 市の構成
ハッツフェルトは以下の市区からなる。
- ビービヒハウゼン
- アイファ
- ハッツフェルト
- ホルツハウゼン
- レディヒハウゼン

## 歴史
フォン・ハッツフェルト家一門は、1138年頃に "de Hepisvelt" として初めて文献に記録されている。近隣のバッテンベルク伯同様、中世盛期から工期には、マインツ大司教の家臣としてヘッセン＝マイン紛争に巻き込まれた。1283年に彼らの城（現在ではほとんど崩壊している）が記録されており、その麓に1340年から都市が建設された。フォン・ハッツフェルト家のヘッセン側の傍流が断絶した後、まず1570年にその半分が、1588年と1772年に結局その全部がヘッセン家のものとなった。城は、1311年には既にヘッセン家に移譲され、レーエンとなっていた。ハッツフェルトは、1866年にヘッセン＝ダルムシュタット方伯領のヒンターラントの一部としてプロイセン領となり、プロイセンの法律に従って都市権を剥奪された。プロイセン王国解体後、1950年にこの街は再び「市」の称号を回復した。

## 行政

### 議会
ハッツフェルトの市議会は、23 議席からなる。

### 首長
ウーヴェ・エルミシュ (SPD) は1989年から市長を務めていた。就任当時、彼はヘッセン州で最も若い市長であった。2013年5月1日からは、ディルク・ユンカーが市長を務めている。彼は2012年11月18日の市長選挙決選投票で、53.20 % の票を獲得して市長に選出された。この選挙の投票率は 77.13 % であった。

### 姉妹都市
- クロイエ＝シュル＝ル＝ロワール（フランス、ウール＝エ＝ロワール県）1979年

## 文化と見所

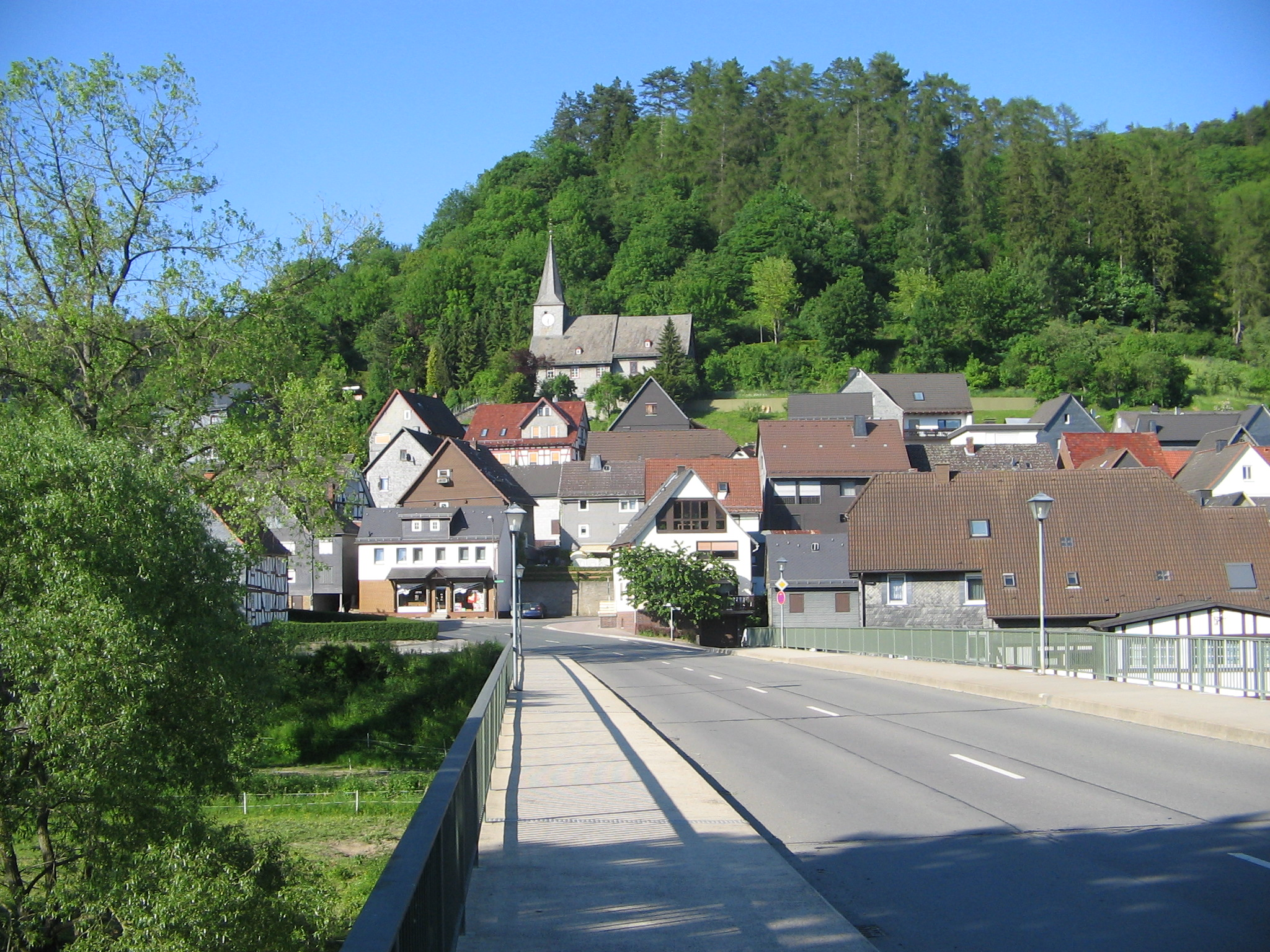
ハッツフェルトの街並みと聖ヨハネス教会

### 聖ヨハネス市教会
プロテスタント＝ルター派の聖ヨハネス教会は、14世紀のスレート葺き木組み建築である。詳細な建造年は不明であるが、1379年の文書中にエマウス礼拝堂が「旧」教会と記述されていることから、この頃には既に新しい教会として聖ヨハネス教会が存在していたと推測される。この教会は、貴族家フォン・ハッツフェルト家一門によってブルクベルク（城山）の中腹にゴシック様式の木組み建築の教会として建造された。ブルクベルクには、1340年以降に都市権を有する入植地「タールジートルング」が建設された。祭壇のある内陣には、15世紀の後期ゴシック様式のキリスト十字架像がある。この教会は、この街で2番目に古い教会である。

### エマウス礼拝堂
ハッツフェルトのエマウス礼拝堂は、ハッツフェルトの3つの教会の中で最も古いものである。おそらく12世紀に建造された西塔を有する三堂式の後期ロマネスク様式列柱バシリカ教会で、聖キリアクスに献堂された。この教会は、ハッツフェルト家の本拠地であり、12世紀後期に建設された城を含む防衛施設に囲まれた「グローサー・ホーフ・ツー・ニーダー＝ハッツフェルト」内にあった。14世紀半ばに市壁を持たない市街が建設され、この場所は市街地ではなくなった。これ以後、この狭軌はハッツフェルト市民の墓地教会として利用された。ハッツフェルトのオルガン製作者ヨハン・クリスティアン・リントは、1706年に聖ヨハネス教会のために7つのストップをもつオルガンを製作したのだが、このオルガンは1868年にエマウス礼拝堂に移設された。この重要な楽器は、ヘッセンで最も古いオルガンの1つである。

### カトリックの聖フベルトゥス教会
エーダー川に突き出した岩山「ラート」の上に、プロイセン王国のハッツフェルト上級森林監督官アルフレート・グラーフ・コルフ・ゲナント・シュミッシング＝ケルゼンブロックが1898年に小さな礼拝堂を建設した。この信仰心篤い林務官はこの礼拝堂に聖フベルトゥス（狩猟の守護聖人）にちなんだ名を付け、その入口に大きなシカの角を取り付けた。この礼拝堂は完成後、施主とその家族の教会堂として使われた。グラーフは1936年にフベルトゥス礼拝堂に埋葬された。ここには、グラーフ本人の他に、彼の2人の子供が埋葬されている。
グラーフの孫は、1950年代にこの礼拝堂をカトリック教会に寄贈した。その後、カトリック教会の組織はこの建物を増改築された。

## 経済と社会資本

### 地元企業
ハッツフェルトには、鉄道模型の付属品を製造する Viessmann Modellspielwaren（フィースマン模型玩具）がある。2010年からは Kibri の商標に関する全権利をこの会社が保有している。

## 引用
1. ↑  Hessisches Statistisches Landesamt: Bevölkerung in Hessen am 31.12.2023 (Landkreise, kreisfreie Städte und Gemeinden, Einwohnerzahlen auf Grundlage des Zensus 2011)]
2. ↑  Max Mangold, ed (2005). Duden, Aussprachewörterbuch (6 ed.). Dudenverl. p. 391. ISBN 978-3-411-04066-7
3. ↑  2011年3月27日の市議会議員選挙結果 (hsl.de)
4. ↑  “Bürgermeisterstichwahl Stadt Hatzfeld (Eder) am 19.11.2012”. 2022年3月6日閲覧。